# شبکه ورزش ازبکستان
شبکه ورزش ازبکستان یا UZ Sport یک کانال ورزشی دولتی در ازبکستان است که به شرکت رادیو و تلویزیون ملی ازبکستان تعلق دارد. پخش این شبکه از ۱ ژانویه ۲۰۰۴ آغاز شد و اولین و تاکنون تنها کانال ورزشی داخلی در ازبکستان است.
این شبکه بازیهای لیگ برتر فوتبال ازبکستان و جام ازبکستان و لیگ قهرمانان آسیا را پخش می‌کند.